# Jawi

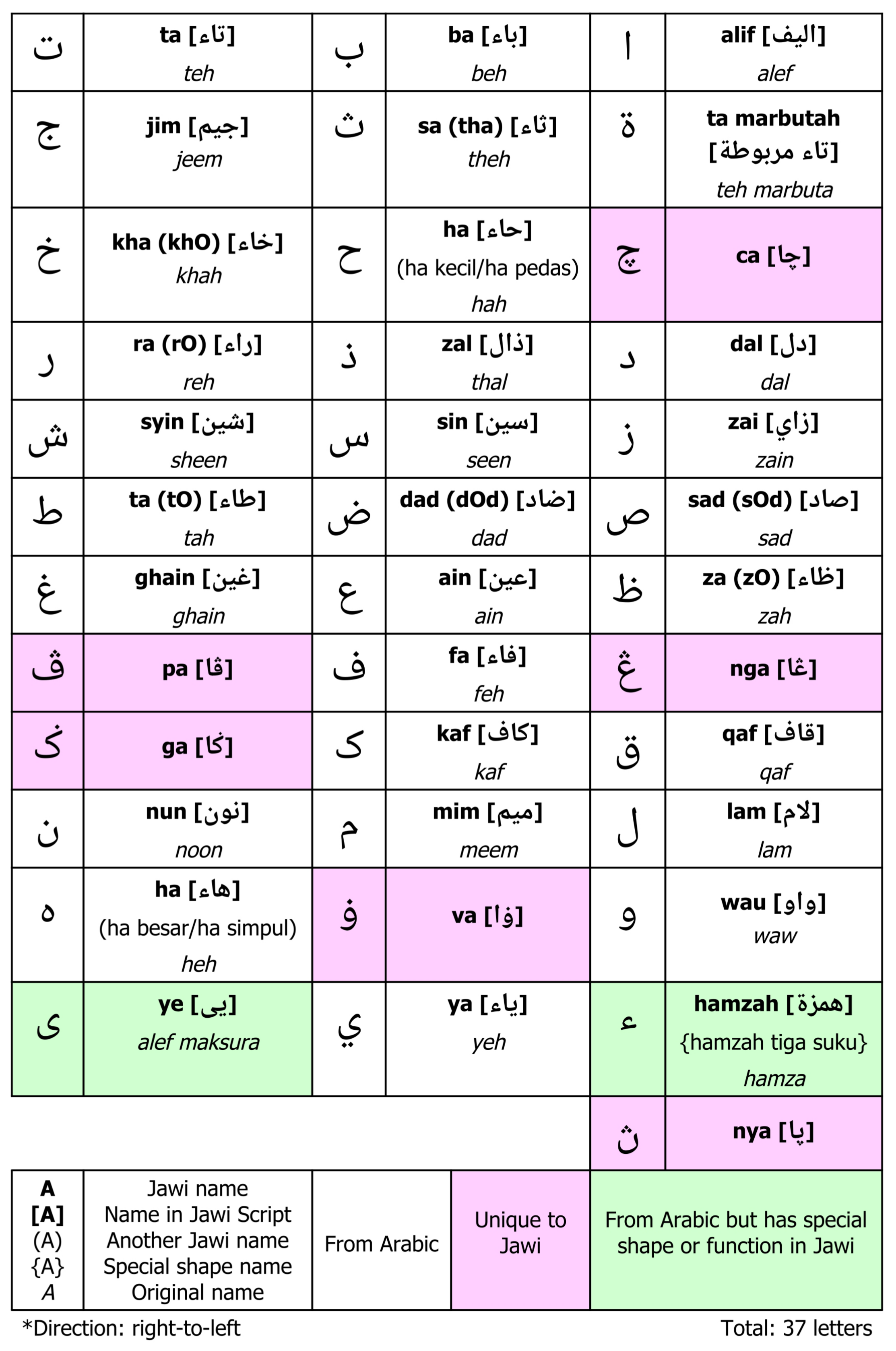
Alfabetul jawi. Se citeşte de la dreapta la stânga şi de sus în jos.

Jawi (Jawi: جاوي, pronunțat: Jawi) este denumirea alfabetului arab adoptat pentru scrierea în limba malaeză. Este una dintre cele două forme de scriere în vigoare în Brunei, și este folosit, de asemenea, în mai mică măsură în Malaysia, în Indonezia și în Singapore, mai ales în domeniul religios (islamic). 
În Java, alfabetul jawi este folosit și de către limbile javaneză și sundaneză, unde este denumit pegon.

## Istorie
Alfabetul jawi există din secolul al XIII-lea în lumea malaeză. Dezvoltarea sa este legată de cea a Islamului. Jawi este constituit din literele alfabetului arab, cu câteva caractere speciale, pentru redarea fonemelor proprii limbii malaeze.
Jawi nu este prima scriere folosită pentru scrierea în limba malaeză. Cea mai veche inscripție cunoscută redactată în jawi este „piatra de la Terengganu” . Datată din anul 1303 după I.Hr. (anul 702 din calendarul islamic), ea poartă un fragment  al unui text juridic, în limba malaeză.
În secolul al XV-lea, avântul comercial al sultanatului Malacca, situat pe ruta maritimă care leagă Molucele și China de Est de India și Orientul Mijlociu de vest, s-a tradus prin difuzarea, în același timp, a limbii malaeze și a Islamului pe cele două maluri ale strâmtorii Malacca și coastele de nord și vest ale Insulei Borneo, iar Jawi a însoțit această mișcare.

## Scrierea jawi în zilele noastre
Utilizarea scrierii jawi a devenit ocazională în secolul al XX-lea, fiind suspendată, deși niciodată suprimată oficial, cum s-a întâmplat în Turcia. În zilele noastre, scrierea jawi este folosită în scopuri religioase și culturale în Terengganu, Kelantan, Kedah, Perlis și în Johor. Malaysienii din Pattani folosesc și astăzi scrierea jawi.

## Alfabetul jawi
| Caracter | Izolat | Inițial | Medial | Final | Nume        |
| -------- | ------ | ------- | ------ | ----- | ----------- |
| ا        | ﺍ      |         |        | ﺎ     | alif        |
| ب        | ﺏ      | ﺑ       | ﺒ      | ﺐ     | ba          |
| ت        | ﺕ      | ﺗ       | ﺘ      | ﺖ     | ta          |
| ة        | ة      |         |        | ـة‎    | ta marbutah |
| ث        | ﺙ      | ﺛ       | ﺜ      | ﺚ     | sa (tha)    |
| ج        | ﺝ      | ﺟ       | ﺠ      | ﺞ     | jim         |
| چ        | ﭺ      | ﭼ       | ﭽ      | ﭻ     | ca          |
| ح        | ﺡ      | ﺣ       | ﺤ      | ﺢ     | ha          |
| خ        | ﺥ      | ﺧ       | ﺨ      | ﺦ     | kha (khO)   |
| د        | ﺩ      |         |        | ﺪ     | dal         |
| ذ        | ﺫ      |         |        | ﺬ     | zal         |
| ر        | ﺭ      |         |        | ﺮ     | ra (rO)     |
| ز        | ﺯ      |         |        | ﺰ     | zai         |
| س        | ﺱ      | ﺳ       | ﺴ      | ﺲ     | sin         |
| ش        | ﺵ      | ﺷ       | ﺸ      | ﺶ     | syin        |
| ص        | ﺹ      | ﺻ       | ﺼ      | ﺺ     | sad (sOd)   |
| ض        | ﺽ      | ﺿ       | ﻀ      | ﺾ     | dad (dOd)   |
| ط        | ﻁ      | ﻃ       | ﻄ      | ﻂ     | ta (tO)     |
| ظ        | ﻅ      | ﻇ       | ﻈ      | ﻆ     | za (zO)     |
| ع        | ﻉ      | ﻋ       | ﻌ      | ﻊ     | ain         |
| غ        | ﻍ      | ﻏ       | ﻐ      | ﻎ     | ghain       |
| ڠ        | ڠ‎      | ڠـ‎      | ـڠـ‎    | ـڠ‎    | nga         |
| ف        | ﻑ      | ﻓ       | ﻔ      | ﻒ     | fa          |
| ڤ        | ﭪ      | ﭬ       | ﭭ      | ﭫ     | pa          |
| ق        | ﻕ      | ﻗ       | ﻘ      | ﻖ     | qaf         |
| ک        | ک      | کـ      | ـکـ    | ـک    | kaf         |
| ݢ        | ݢ      | ݢـ      | ـݢـ    | ـݢ    | ga          |
| ل        | ﻝ      | ﻟ       | ﻠ      | ﻞ     | lam         |
| م        | ﻡ      | ﻣ       | ﻤ      | ﻢ     | mim         |
| ن        | ﻥ      | ﻧ       | ﻨ      | ﻦ     | nun         |
| و        | ﻭ      |         |        | ﻮ     | wau         |
| ۏ        |        |         |        | ـۏ‎    | va          |
| ه        | ﻩ      | ﻫ       | ﻬ      | ﻪ     | ha          |
| ء        | ء      |         |        | ء     | hamzah      |
| ي        | ﻱ      | ﻳ       | ﻴ      | ﻲ     | ya          |
| ی        | ی      |         |        | ﻰ     | ye          |
| ڽ        | ڽ      | ﭘ       | ﭙ      | ـڽ    | nya         |

## Exemplu de text în scriere jawi (Declarația Universală a Drepturilor Omului, articolul 1)

### Înlimba malaeză, cualfabet latin
Semua manusia dilahirkan bebas dan sama rata dari segi kemuliaan dan hak-hak. Mereka mempunyai pemikiran dan perasaan hati serta hendaklah bertindak antara satu sama lain dengan semangat persaudaraan.

### În limba malaeză, cu scriere jawi
سموا مأنسيا دلاهيرکن بيبس دان سامرات دري سݢي کمولياءن دان حق٢. مريک ممڤوڽاءي ڤميکيرن دان ڤراساءن هاتي دان هندقله برتيندق دانتارا ساتو سام لاءين دڠن سماڠت ڤرساوداراءن

### Înlimba engleză
All human beings are born free and equal in dignity and rights. They are endowed with reason and conscience and should act towards one another in a spirit of brotherhood. 

### Înlimba română
Toate ființele umane se nasc libere și egale în demnitate și în drepturi. Ele sunt înzestrate cu rațiune și conștiință și trebuie să se comporte unele față de altele în spiritul fraternității.